# Меристакровые
Меристакровые (лат. Meristacraceae) — семейство зигомицетовых грибов из порядка Энтомофторовые (Entomophthorales).

## Описание
Прежде чем сформировать плодовое тело эти грибы проращивают свой мицелий. Плодовое тело имеет сферическую форму до округлой. Споры (конидиофоры) простые, развиваются поодиночке, цилиндрические до булавовидно вытянутых

## Экология
Облигатные паразиты почвенных членистоногих? частично нематод и тихоходок.